# Scopula unicolor
Scopula unicolor är en fjärilsart som beskrevs av Andreas Bergmann 1955. Scopula unicolor ingår i släktet Scopula och familjen mätare. Inga underarter finns listade.